# Breachwood Green
Breachwood Green är en by i Hertfordshire i England. Byn är belägen 19,5 km 
från Hertford. Orten har 695 invånare (2015).